# Паръёль
Паръёль — река в России, протекает по территории Троицко-Печорского района Республики Коми. Устье реки находится в 58 км по правому берегу реки Сойва. Длина реки составляет 22 км.
Исток реки в болоте Лунвывнюр в 22 км к юго-западу от посёлка Нижняя Омра. Река течёт на северо-восток, всё течение проходит по ненаселённому, заболоченному таёжному лесу. Приток — Шаръёль (левый). Впадает в Сойву выше посёлка Нижняя Омра.

## Данные водного реестра
По данным государственного водного реестра России относится к Двинско-Печорскому бассейновому округу, водохозяйственный участок реки — Печора от истока до водомерного поста у посёлка Шердино, речной подбассейн реки — Бассейны притоков Печоры до впадения Усы. Речной бассейн реки — Печора.
По данным геоинформационной системы водохозяйственного районирования территории РФ, подготовленной Федеральным агентством водных ресурсов:
- Код водного объекта в государственном водном реестре — 03050100112103000060160
- Код по гидрологической изученности (ГИ) — 103006016
- Код бассейна — 03.05.01.001
- Номер тома по ГИ — 03
- Выпуск по ГИ — 0